# 施密特反应
施密特反应（Schmidt反应）是一个有机重排反应，原料在叠氮酸作用下，放出氮气，发生烷基迁移生成新的C-N键。以羧酸作原料时，经由异氰酸酯中间体，产物为少一个碳的胺：
以酮作原料时，产物为相同碳数的酰胺：
醛也可发生反应，反应后得到同碳数的腈，不放出二氧化碳。
反应由卡尔·弗里德里希·施密特（1887-1971）在1924年发现，一般采用质子酸（如硫酸、多聚磷酸、三氯乙酸）或路易斯酸催化，用于合成新的有机化合物，如2-奎宁环酮。
如果原料在酸中稳定，则这个反应产率很高，高于同类型的霍夫曼重排反应、Lossen重排反应及Curtius重排反应。使用的羧酸可以是一元或二元直链脂肪羧酸、脂环族羧酸或芳香族羧酸。叠氮酸及酰基叠氮均是易爆且有毒的化合物，使用时需注意安全。

## 反应机理
以羧酸作原料时，首先羟基质子化，水离去，生成酰基阳离子1。1与叠氮酸加成，生成质子化的酰基叠氮2。2发生重排，烷基R迁移至C-N键另一端，氮气离去。水进攻质子化的异氰酸酯生成氨基甲酸酯4，去质子化及失二氧化碳得到产物胺。 
若原碳原子有手性，则反应后构型保持不变。除反应中间体叠氮化物带有质子外，该反应与Curtius重排反应颇为类似，可看作对Curtius反应的改进。
酮作原料时的反应机理为：羰基加质子得到2，再与叠氮酸亲核加成生成叠氮化物中间体3，使羰基活化。3发生消除反应失水生成亚胺4，而后两个烷基之一迁移至氮端，氮气离去。水进攻正电性碳，消除质子得到7，最后经互变异构生成产物酰胺。 

## 烷基叠氮化物作原料
1955年，J.H. Boyer将该反应原料延伸至烷基叠氮化物R-N3，此类反应也称Boyer反应。例子包括间硝基苯甲醛与β-叠氮乙醇的反应： 
对分子内Schmidt反应的研究开始于1991年，一个例子是双环内酰胺的合成：